# Canadys
Canadys (früher auch Cannady oder Canady Crossroads) ist eine Siedlung (unincorporated community) im Colleton County in South Carolina, das vor allem als Standort eines Kohlekraftwerks (Canadys Station) bekannt war.
Canadys liegt am südlichen Ufer des Edisto River, an der Kreuzung des U.S. Highway 15 mit dem South Carolina Highway 61. In der Nähe von Canadys liegt der Colleton State Park.
Das Kraftwerk wurde 2013 nach etwa 50 Betriebsjahren zusammen mit der Anschlussbahn nach Canadys stillgelegt.